# Coffee Table Book

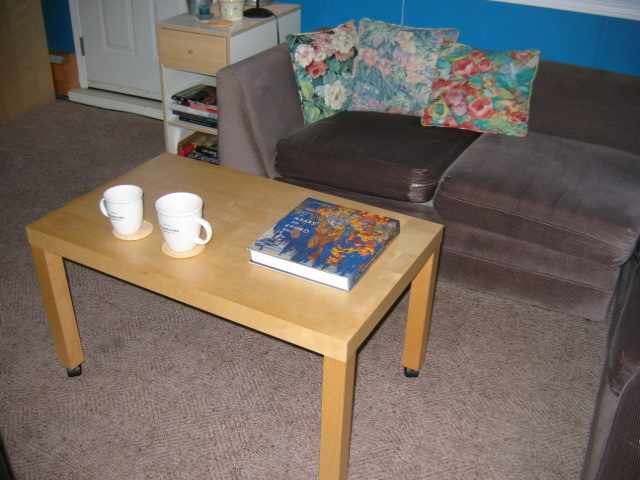
Beispiel eines Coffee Table Book auf einem Kaffeetisch.

Als Coffee Table Books (frei übersetzt: „Couchtischbücher“) werden Bücher und insbesondere Bildbände bezeichnet, die oftmals großformatig und aufwendig gestaltet sind und auf Beistelltischen oder in Empfangsbereichen ausliegen, „um die Gäste zum gelegentlich darin Blättern anzuregen“.
Es soll zudem als dekoratives Wohnaccessoire dienen, das durch seine oft edle Aufmachung als Blickfang wirkt. 
Der Begriff wird vor allem im Vereinigten Königreich und den Vereinigten Staaten verwendet.
Die Sujets, die von Coffee Table Books abgedeckt werden, sind vielfältig. Es kann sich um Kunstbände handeln, häufige Inhalte sind zudem Landschaftsfotografien, Mode, Design oder Innenarchitektur.